# أسس الإدراك الاحتكاكي (كتاب)
أسس الإدراك الاحتكاكي (بالإنجليزية: Foundations of Cyclopean Perception). (ردمك 0-226-41527-9) ) هو كتاب لعالم الأعصاب بيلا جولز [الإنجليزية]، نُشر عام 1971.
صنفه مشروع الألفية في المرتبة 57 على قائمة أكثر 100 كتاب مؤثرة في العلوم المعرفية في القرن العشرين.